# Polimeraza Taq
Polimeraza Taq – enzym z grupy polimeraz DNA wyizolowany z bakterii Thermus aquaticus.  Wykorzystywana powszechnie w reakcji PCR dzięki swojej stabilności termicznej. Nie wykazuje aktywności 3'-5' egzonukleazy, przez co wprowadza stosunkowo dużo błędów podczas syntezy nowej nici DNA. Dostępne w sprzedaży polimerazy Taq wprowadzają jeden błąd na 10000 nukleotydów. Jest w stanie dokonać replikacji 1000 par zasad w ciągu 30 sekund w temperaturze 72 °C. Po swojej reakcji zostawia na końcach 3' kilka nukleotydów adeninowych. Ta właściwość wykorzystywana jest przy klonowaniu produktów PCR. Do swej aktywności wymaga jonów Mg2+.